# Mirdasidi
I Mirdasidi (in arabo بنو مرداس‎?, Banū Mirdās o Mirdāsiyyūn), furono una dinastia araba sciita che governò per mezzo secolo l'Emirato di Aleppo tra il 1020 e il 1075.
Appartenenti alla tribù beduina dei B. Kilāb, il loro fondatore fu Ṣāliḥ ibn Mirdās, che s'impadronì nel 1008 dei luoghi che gravitavano attorno alle attuali rovine della città di al-Raḥba.

S'impadronì poi, nel 1025, di Aleppo, ponendo sotto il proprio controllo anche i territori a sud di Homs, Baalbek e Tiberiade. Qui trovò la morte in battaglia nel 1029.
I suoi successori e discendenti combatterono per rimanere indipendenti, contro i Bizantini e i Fatimidi, dovendo fronteggiare anche i prodromi dell'invasione delle tribù turche degli Oghuz.
Nel 1075 dovettero abbandonare Aleppo nelle mani degli Uqaylidi.

## Elenco degli Emiri mirdasidi
- Ṣāliḥ ibn Mirdās, 1024-1029
- Shibl al-Dawla Naṣr, 1029-1038

I Fatimidi conquistano Aleppo
- Muʿizz al-Dawla Thimāl, 1042-1057
- ʿIzz al-Dawla Maḥmūd ibn Naṣr b. al-Ṣāliḥ b. Mirdās, 1060-1061
- Muʿizz al-Dawla Thimāl, 2° regno, 1061-1062
- ʿAṭiyya ibn Ṣāliḥ, 1062-1065 (nella sola Raḥba 1065-1071)
- ʿIzz al-Dawla Maḥmūd ibn Naṣr b. al-Ṣāliḥ, 2° regno, 1065-1075
- Jalāl al-Dawla Naṣr, 1075-1076
- Sābiq ibn Maḥmūd, 1076-1080

Gli Uqaylidi s'impadroniscono di Aleppo